# Найден Зеленогорски
Найден Маринов Зеленогорски е български политик, бивш кмет на Община Плевен и народен представител.

## Биография
Завършва икономика във ВИИ „Карл Маркс“. Директор на „Български пощи“ – Плевен от 1992 до 1997 г. 3 мандата кмет на Плевен – от 1999 до 2011 г. 
Народен представител от ОДС в XXXVIII народно събрание. Кмет на Община Плевен от 1999 до 2011 г. Кандидат на местните избори през 1999-а и 2003 г. на ОДС, през 2007 г. е издигнат от коалиция „Заедно за Община Плевен“ (СДС, ДСБ, ДП, НДСВ, БСДП). На местните избори през 2011 г. е кандидат на ПП „Българска нова демокрация“, но губи.
През 2009 г. е назначен за председател на предизборния щаб на политическата коалиция „Синята коалиция“ за изборите за Европейски парламент и парламентарните избори в България през 2009 г. Депутат от Реформаторския блок / ДБГ и председател на комисията по регионална политика и местно самоуправление в XLIII народно събрание. Депутат от Демократична България в XLVI народно събрание.
Семеен, с 1 дете.